# Convento de las Agustinas Recoletas (Palencia)
El Monasterio de Nuestra Señora de la Expectación, más conocido como Convento de las Agustinas Recoletas, es un centro monástico femenino de la ciudad de Palencia, perteneciente a la Orden de Monjas Agustinas Recoletas. Se encuentra situado en la calle Gil de Fuentes de la capital palentina, a escasa distancia de la Catedral de San Antolín. Los edificios que se conservan en la actualidad datan del siglo XVII. Es destacable la rica decoración barroca del interior de la iglesia conventual.

## Historia
Este monasterio de la Orden de san Agustín fue fundado en el año 1610 por Mariana de san José, creadora de la rama femenina de los Agustinos Recoletos. Surgió tanto por el deseo de la religiosa por fundar una casa de la Orden en la ciudad, como por voluntad de Pedro de Reinoso, señor de Autillo de Campos, sobrino del obispo de Córdoba Francisco de Reinoso; el edificio ocuparía el lugar de unas viviendas que habían sido propiedad de este último. Este convento fue el cuarto de la orden femenina, tras los de Éibar (1603), Medina del Campo (1604) y Valladolid (1606). Las primeras monjas llegaron precisamente de Valladolid, con la fundadora, el 7 de septiembre de 1610, ocupando los edificios cedidos por Pedro de Reinoso, quien también había donado a la nueva fundación dinero y otras propiedades, tras obtener el permiso de fundación del cabildo catedralicio y del obispo de Palencia. A cambio, Pedro de Reinoso obtendría el patronato de la capilla mayor de la iglesia del convento, con derecho de sepultura para él y sus familiares. La madre Mariana fue nombrada primera priora, aunque brevemente, pues partió pronto hacia Madrid llamada por la reina Margarita de Austria, que deseaba una fundación agustina en la Corte.
La vida monástica transcurrió estable en este convento sin afectarle en exceso los avatares de la vida política del país, como las desamortizaciones del siglo XIX o conflictos bélicos como la Guerra de la Independencia o la Guerra Civil, de modo que las monjas agustinas han podido permanecer en el mismo lugar de forma ininterrumpida. En septiembre de 2010 la comunidad religiosa celebró los 400 años de la fundación del convento.

## Descripción de los edificios

### Exterior

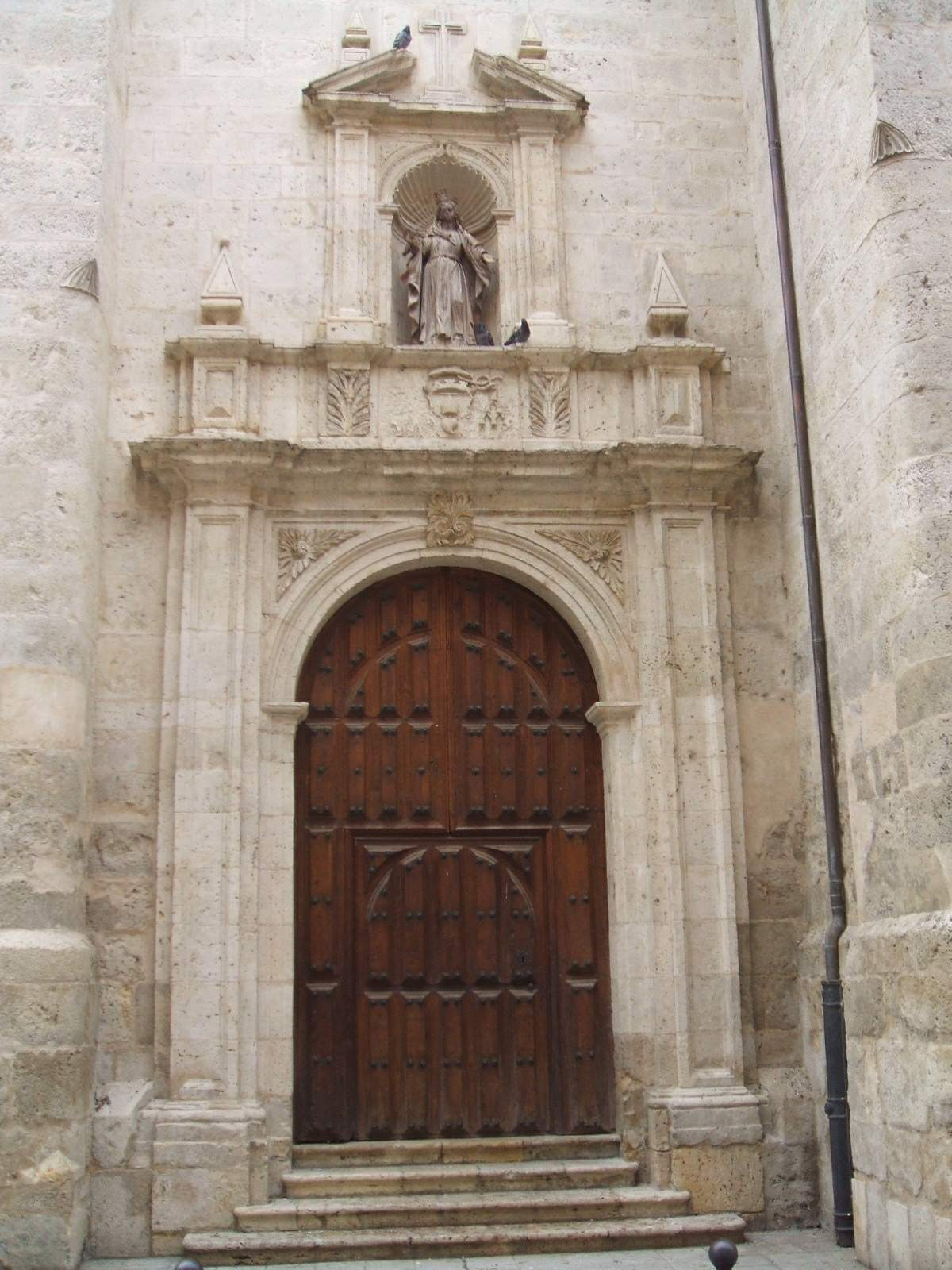
Portada principal de la iglesia, de principios del.

El convento ocupa una manzana de edificios en torno a las actuales calles Jorge Manrique y Gil de Fuentes, estructurándose en torno a dos patios cuadrados y un espacioso jardín que antaño tuvo función de huerta. Las construcciones son de piedra de sillería y ladrillo con algunas partes de tapial enfoscado, y como es común a los monasterios de clausura, escasos y pequeños vanos hacia el exterior y altos muros que lo protegen y aíslan. La fachada principal mira a la calle Jorge Manrique, destacando los volúmenes de la iglesia monástica, notablemente más alta que el resto de edificaciones, con una cúpula sin tambor rematada por un chapitel octogonal. 
Dos hermosas portadas se abren a la calle, las dos de factura clasicista y construidas en la misma época (principios del siglo XVII), aunque con variantes en el diseño. Una corresponde a la entrada principal de la iglesia, y se compone de arco de medio punto entre dos pilastras molduradas, friso decorado con motivos vegetales y heráldicos y una hornacina avenerada con frontón partido, flanqueada por pirámides, rematando el conjunto. Una escultura de la Virgen asunta ocupa la hornacina. La otra portada comunica con la portería y entrada principal al convento. Formada también por un arco flanqueado por pilastras con hornacina en el remate, las líneas son un poco más severas, sin molduras en las pilastras y con puntas de diamante decorando las enjutas del arco y los aletones superiores. Una imagen de san Agustín de Hipona, el santo fundador de los agustinos, adorna esta entrada. Las dos portadas muestran la tendencia escurialense que dominaba la arquitectura castellana durante la primera mitad del siglo XVII, época de fundación del monasterio. 
El muro contiguo a la portada antedicha se caracteriza por la curiosa disposición de huecos, con ventanas de diferentes formas y dimensiones, y la combinación de diferentes materiales (ladrillo, piedra, zonas de tapial...). Un pequeño relieve de San Martín partiendo su capa con el mendigo adorna una de las secciones del muro. Se trata de una escultura de buena calidad, de carácter tardogótico, fechada a principios del siglo XVI, anterior por tanto a la fundación del monasterio, ignorándose su procedencia o función anterior.

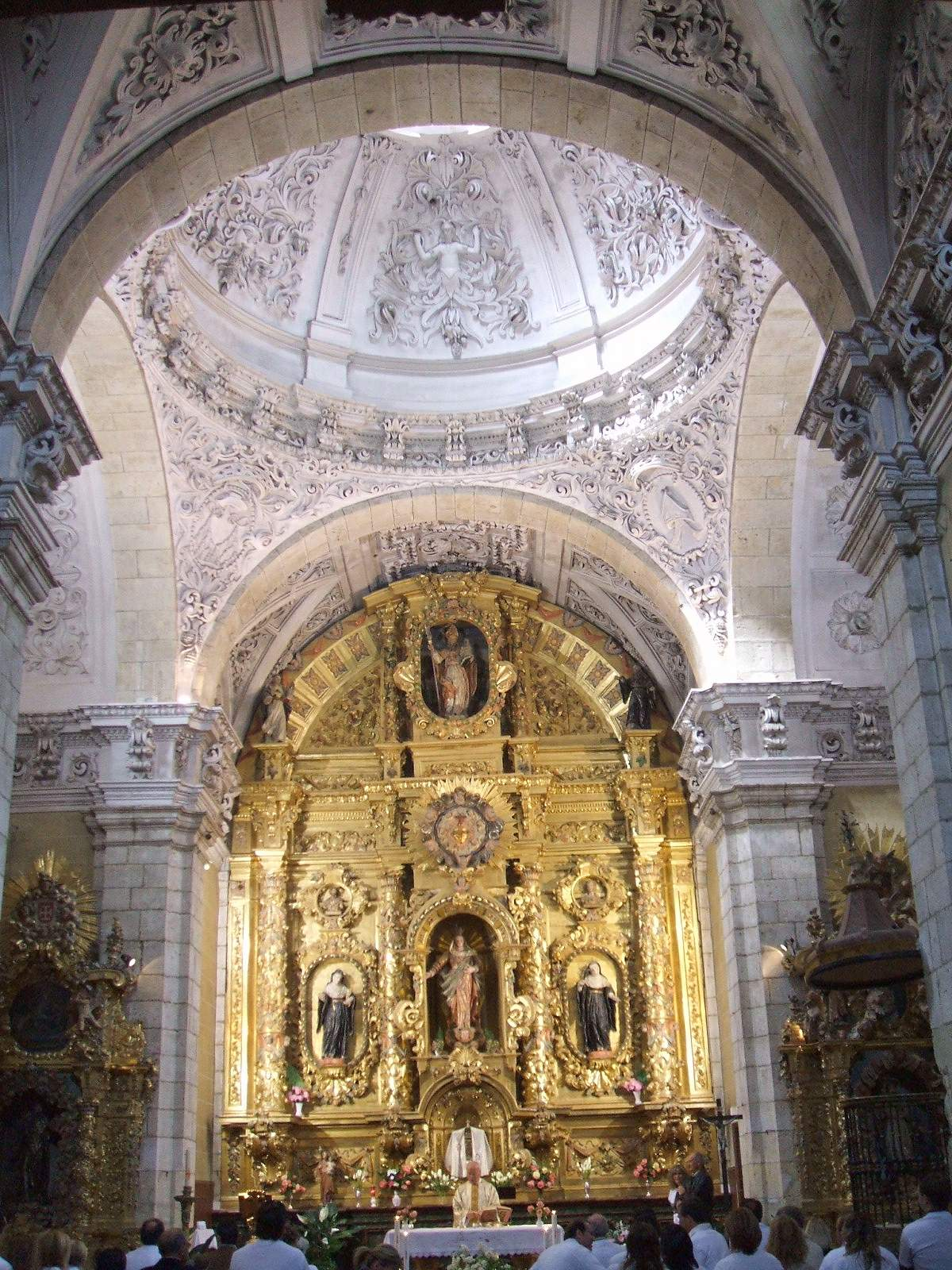
Retablo mayor de la iglesia conventual.

### Interior
El acceso diario a la iglesia se realiza por la portería del convento, situándose la entrada a los pies del templo. La estructura interna del mismo es muy sencilla, con nave única de testero plano, crucero y cúpula, si bien ésta no se trasdosa al exterior ni posee tambor. Un orden de pilastras toscanas de piedra, muy sencillas, compartimenta las secciones del muro, que se encuentra enfoscado de blanco para ocultar el humilde aparejo de ladrillo. Contrastando con esta sencillez estructural y desnudez de los muros, la zona de la cubierta destaca por su riqueza decorativa.

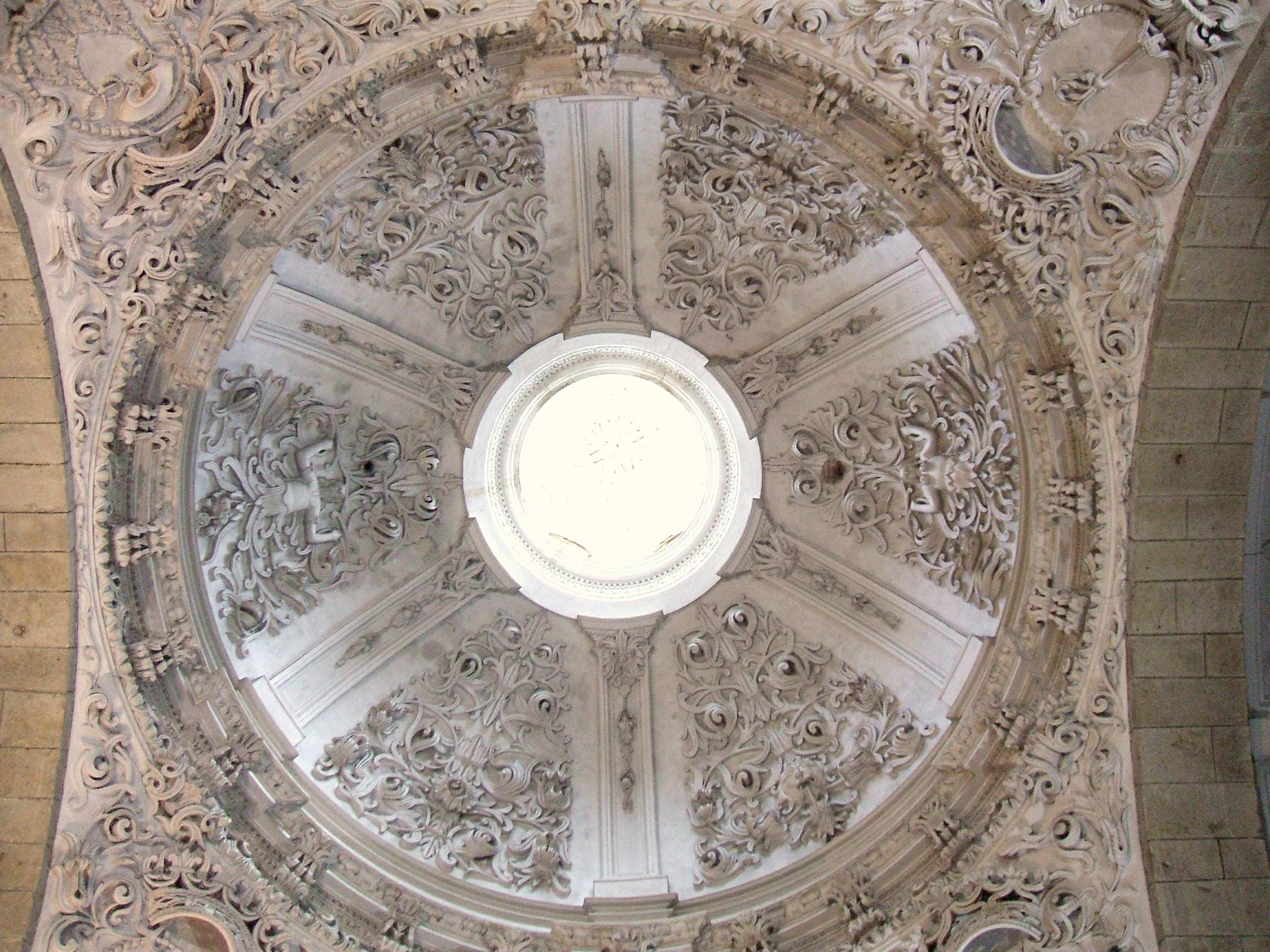
Cúpula de la iglesia monástica, con decoración de yeserías del.

Por encima de las pilastras, remata todo el interior un cornisamento muy desarrollado y decorado, en contraste con la desnudez de los muros. Forman esta cornisa una serie de molduras, quebradas en los ángulos del edificio, y ménsulas que se alternan rítmicamente en el friso, con decoración intercalada muy compleja de roleos, veneras, vegetación carnosa... la techumbre es de bóvedas de cañón con lunetos, de forma típicamente barroca, y en ellas la decoración del friso se hace aún más abigarrada y compleja. Predominan las formas vegetales sinuosas enrolladas en espiral y acompañadas por florones, racimos y hojarasca. En la cúpula y sus pechinas, esta decoración se enriquece con figuras de angelotes y motivos heráldicos. Toda esta decoración, excelente muestra del arte de la yesería, fue proyectada por el maestro Antonio de Canales, y constituye una de las mejores muestras de barroco decorativo en la provincia de Palencia.
En cuanto a la decoración mueble, destaca el conjunto de retablos barrocos, del siglo XVIII, en los que se muestra una abigarrada decoración que compite con la de las yeserías de las cubiertas. El retablo mayor, presidido por la imagen de la Virgen de la Expectación y san Agustín en el ático, muestra el despliegue decorativo propio del Barroco churrigueresco de esas centurias. Es destacable asimismo un gran cuadro representando a san Pío V, presente aquí sin duda por su relación con el fundador del convento.
En julio de 2018 acogió la imagen de N.P. Jesús de la Sentencia, imagen de talla de madera de las denominadas de candelero, obra del artista sevillano Ventura Gómez Rodríguez, del año 2011. La talla es propiedad de la Hermandad Penitencial de Nuestro Padre Jesús de la Sentencia, del Cristo de la buena Muerte y de la Virgen de la Esperanza, que tiene en este templo su sede canónica, siendo este el lugar desde el que se inicia cada Viernes de Dolores la estación de penitencia de esta cofradía. La imagen está ubicada en el lado derecho de la nave central, en el hueco de una de las puertas laterales que se encuentra en desuso, cubierta con paños de damasco color cardenal.
Otra imagen ubicada al lateral izquierdo a la entrada desde el año 2021 es la talla de Ntra Sra del Sagrado Corazón de Jesús , obra del escultor Víctor de los Ríos , titular Mariana de dicha cofradía de gloria, celebrando su triduo a finales del mes de mayo.